# Хелен Марулис
Хелен Марулис (Роквил, 19. септембар 1991) америчка је рвачица грчког порекла и олимпијски победница. 
На Олимпијским играма 2016. у Рио де Жанериру освојила је злато у категорији до 53кг када је у финалу победила јапанску рвачицу Саори Јошиду. 
На Светском првенству 2015. у Лас Вегасу освојила је златну медаљу, 2012. је била сребрна, а 2014. бронзана. Злато има и са Панамеричких игара 2011.